# 시사구
시사구(한국어: 서사구, 중국어: 西沙区, 병음: Xīshā Qū)는 중화인민공화국 하이난성 싼사시의 현급 행정 구역으로 면적은 10.07 km2, 인구는 1,800명이다. 인민 정부 청사 소재지는 우디섬(중국명: 융싱섬)이다. 2020년 4월 18일에 신설되었으며 남중국해에 위치한 영토 분쟁 지역인 파라셀 제도(중국명: 시사 군도)·중사 군도를 구성하는 섬들과 암초, 해역을 관할한다.

## 행정 구역
10개 사구를 관할한다.
- 사구: 永兴社区, 营区社区, 赵述社区, 北岛社区, 晋卿社区, 羚羊社区, 银屿社区, 甘泉社区, 鸭公社区